# Село имени Карла Маркса (Джалал-Абадская область)
Имени Карла Маркса (кирг. Карл Маркс) — село в Тогуз-Тороуском районе Джалал-Абадской области Кыргызстана. Входит в состав Атайского айылного аймака.

## География
Село расположено в восточной части области, на правом берегу реки Атай, на расстоянии приблизительно 17 километров (по прямой) к юго-западу от села Казарман, административного центра района. Абсолютная высота — 1643 метра над уровнем моря.

## Население
Согласно оценочным данным Национального статистического комитета Кыргызской Республики, численность населения села на начало 2023 года составляла 742 человека.
| год     | 2009 | 2014 | 2015 | 2020 | 2021 | 2023 |
| ------- | ---- | ---- | ---- | ---- | ---- | ---- |
| человек | 657  | 687  | 640  | 713  | 724  | 742  |